# Кшесинский, Иосиф Феликсович
Иосиф-Михаил Феликсович Кшесинский (5 [17] февраля 1868, Санкт-Петербург — август 1942, Ленинград) — характерный танцовщик и балетмейстер Мариинского, позднее Кировского театра. Заслуженный артист РСФСР (1927).

## Биография
Сын и продолжатель дела характерного танцовщика Мариинского театра Феликса Ивановича Кшесинского и Юлии Доминской. Имел двух родных сестёр, также балерин Мариинского театра. Старшая сестра — Юлия, в замужестве Зедделер (1866—1969). Наиболее известна, как выдающимися достижениями на сцене, так и скандальными связями с членами императорской семьи младшая сестра Матильда (1872—1971). У матери Иосифа Феликсовича было ещё пять детей от первого брака.
После окончания театрального училища был зачислен в балетную труппу корифеем первого разряда, где прослужил до 1928 с перерывом с 1905 по 1914 год. В 1905 году на волне революционных событий он выступил как один из лидеров группы, предъявившей дирекции императорских театров требования по организации труда и жизни актёров. За это он был досрочно отправлен на пенсию и взят назад на службу только в 1914 году.
В 1896—1905 годах преподавал в Петербургском театральном училище, а в 1918—1927 годах вёл класс пантомимы в Ленинградском хореографическом училище. Среди его учеников — А. П. Павлова, Л. Г. Кякшт и др.
Автор статьи «1905 год и балет» («Жизнь искусства», 1925, No 51).
Как и его отец, Кшесинский-младший долго выступал на сцене. В 1927 году он получил звание Заслуженного артиста Республики. В марте 1928 года состоялся прощальный спектакль, для чего был возобновлен балет Дочь фараона. Однако и выйдя в отставку, он не прекратил активной деятельности. В частности он поставил балет Красный мак на сцене Выборгского дома культуры Ленинграда, где выступал в роли советского капитана. В 1928—1930 году он руководил молодёжной гастрольной группой, в которой выступали Ф. И. Балабина, К. М. Сергеев, Р. И. Гербек и др. В театральном музее имени А. А. Бахрушина сохранились написанные им воспоминания.
Иосиф Феликсович и его супруга скончались во время блокады Ленинграда, в августе 1942 года. Дата смерти и место захоронения неизвестны. После окончания войны его старшая сестра Юлия приезжала из эмиграции в Москву, но посетить Ленинград ей не разрешили и узнать какие-либо подробности его смерти ей не удалось.

## Личная жизнь
В 1896 году женился на балетной выпускнице Императорского Театрального училища (ныне - Академия русского балета имени А. Я. Вагановой) Серафиме Александровне Астафьевой (1876—1934), в 1898 году у них родился сын Вячеслав. Разошлись супруги видимо через несколько лет.
Второй раз был женат также на танцовщице, выпускнице ИТУ 1900 года Целине Владиславовне Спрышинской (1882—1930). Дети:
- Целина (1909 (11?)—1959), окончила балетную школу (не бывшее ИТУ), танцевала на Мариинской сцене(?), вышла замуж за инженера Константина Севенарда. Некоторые считают, что на самом деле она была незаконнорождённой дочерью Матильды Кшесинской от Николая II[8][9]. Их сын, Юрий Севенард, инженер-гидростроитель и депутат Государственной Думы. Внук Константин Юрьевич (*1967), также депутат Законодательного собрания Санкт-Петербурга и Государственной думы[10]. В 2017 году его дочь, выпускница Академии русского балета имени Вагановой Элеонора Севенард (*1998)[11], была принята в балетную труппу Большого театра[12]. Её младшая сестра, Ксения, также окончила АРБ имени Вагановой[13].
- Роман (Ромуальд)

Кшесинский был женат в третий раз.

## Творчество
На сцене Мариинского театра Иосиф Кшесинский следовал по стопам своего отца. Он прекрасно выступал в характерных танцах. Как и отец был лучшим исполнителем мазурки. Выступал в мимических ролях, причем во многом копировал манеру исполнения отца. Александр III однажды заметил Кшесинскому-старшему, что принял сына за него. В те годы стабильность исполнения считалась большой заслугой. Исполнительской манере Кшесинского-младшего были свойственны схематизация образа и сгущение красок, вероятно даже в большей мере, чем его отцу. В начале XX века эта манера уже воспринималась частью критики как устаревшая.
Его сценический дебют состоялся в балете Пахита в роли злодея Иниго, которая стала одной из основных его ролей.
Как и его отец, Кшесинский был лучшим исполнителем мазурки. Ещё в возрасте 12 лет он танцевал мазурку в балете Конёк-горбунок. Этот польский танец пользовался большой популярностью и включался в состав дивертисментов многих балетных и оперных спектаклей. Апломб и горделивость, свойственная рисунку этого танца, соответствовали творческой манере танцовщика. В этом танце становились достоинствами характерные черты его творчества, такие как чрезмерная пафосность, которые в других случаях смотрелись, как недостаток. Выступления в мазурке были настолько характерны для него, что он, вопреки общей традиции, получил специальное разрешение носить усы.

## Репертуар
- 6 мая 1923 — Антоний, возобновление постановки балета М. М. Фокина «Египетские ночи» Ф. В. Лопуховым
- 16 мая 1926 — Панталоне*, «Пульчинелла» И. Ф. Стравинского, хореография Ф. В. Лопухова (Пульчинелла — Б. Н. Комаров и Л. С. Леонтьев, Смеральдина — Е. П. Гердт)

(*) — первый исполнитель партии